# NovelAI

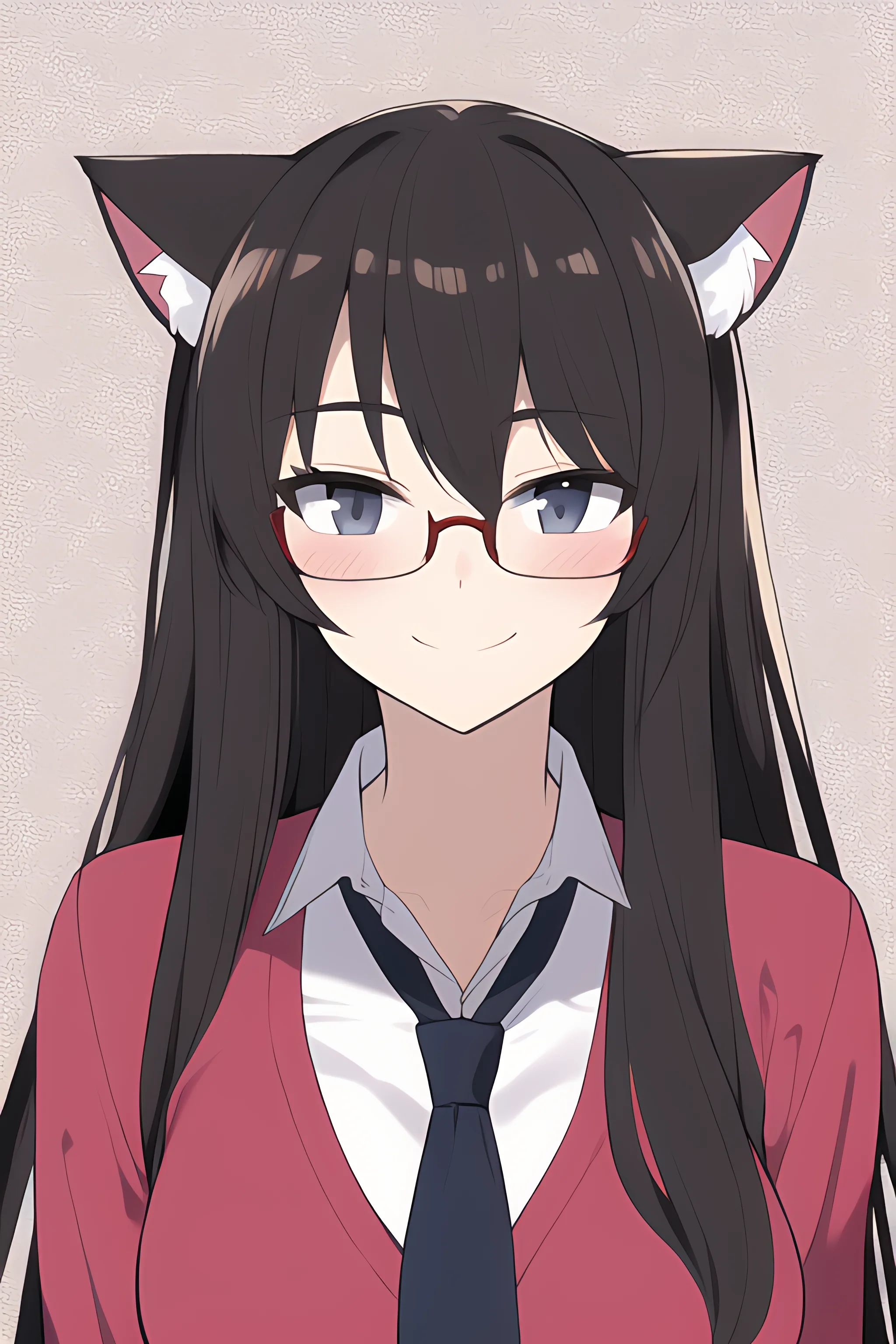
使用NovelAI圖像生成服務，根據文字描述所生成的人物圖像。

NovelAI是由美國特拉华州的Anlatan公司開發的雲端软件即服务（SaaS）模式訂閱制服務，其下有輔助故事寫作以及文本到圖像生成功能，於2021年6月15日推出測試版，2022年10月3日推出圖像生成服務。

## 技术
NovelAI的圖像生成模型是使用数个集成8个NVIDIA A100 GPU和1TB内存的计算节点在基于Danbooru的约530万张图片的数据集上对源代码可用的Stable Diffusion模型微调而来的，屬於擴散模型。
NovelAI使用基于GPT的模型进行故事写作。

## 功能
NovelAI的圖像生成服務可以通过輸入詳細的文字描述或關鍵字，之後由人工智慧生成圖像。軟體的使用條款声称所有創作的畫作的版權均屬用户所有，不論是個人還是公司。Anlatan公司称，生成的图像不会存储在其服务器上。

## 爭議
NovelAI在推出圖像生成服務後備受爭議。许多繪畫創作者都擔憂人工智慧創作的作品的著作權所屬問題，也有VTuber表示不希望粉丝使用他们的角色标签分享AI作品。一些在线评论员指出，其图像生成服务善于产生日本动漫人物形象的图片，且所涉类别广泛。另一些人则表示担忧，因为这是依赖于扩散模型的付费服务，其中原始的机器学习训练数据由未经原艺术家授权而使用的图片组成。律师寺内小助指出，自2018年法律修订以来，在日本，从互联网上抓取受版权保护的内容作为机器模型训练数据不再违法；同时，在NovelAI所在地美国，尚无具体的法律框架规范机器学习，因此反而适用美国版权法的合理使用原则。Danbooru网站稍后就NovelAI使用该网站的内容进行机器学习训练发表了官方声明，表示Danbooru与NovelAI没有任何关系，不赞成也不饶恕NovelAI这样做。漫画家うういずみ评论说，虽然NovelAI生成的漫画风格高度准确，但仍有十分不完美之处，尽管他认为这些都是类似人类的有利条件。
日本自由艺术家约稿网站Skeb的创始人なるがみ在2022年10月5日表示，自2018年起已经禁止在Skeb上使用AI生成图像。截止2022年10月13日，Pixiv网站上一共发布了2111件标记为#NovelAI的作品。Pixiv表示，他们并不考虑完全消除使用AI进行的创作，但这样的作品应当标记为AI创作，并允许用户将其过滤掉。

## 事件
2022年10月6日，NovelAI发生了一起数据泄露，其服务源代码被泄露。